# Budvar aréna
La Budvar aréna est la patinoire de la ville de České Budějovice dans le sud de la République tchèque. Elle se situe à quelques centaines de mètres au sud du centre historique de la ville le long de la Vltava.

## Historique
Alors que le hockey existe dans la ville depuis 1912, l'AC Stadion České Budějovice est créé en 1928 et l'ouverture de la patinoire ne remonte qu'à 1946. La patinoire construite est alors la troisième patinoire artificielle de Tchécoslovaquie après celle de Prague puis celle de Bratislava.
Au début des années 2000, une campagne de remise aux normes des patinoires tchèques est lancée à travers le pays mais les travaux concernant celle de České Budějovice sont ralentis à la suite de dégâts causés par des inondations de la rivière voisine en 2002.
Les coûts de rénovation de la patinoire sont en partie couverts par un des sponsors de l'équipe la marque de bière : Budweiser budvar et ainsi la patinoire prend son nom de Budvar aréna.
En avril 2005, le championnat du monde moins de 18 ans se déroule en République tchèque dans les villes de České Budějovice et de Pilsen. Les matchs de la poule A et de relégation se jouent dans la Budvar aréna alors que les autres matchs de la compétition se jouent tous à Pilsen.

## Événements
- Championnat du monde moins de 18 ans de hockey sur glace 2005

## Galerie

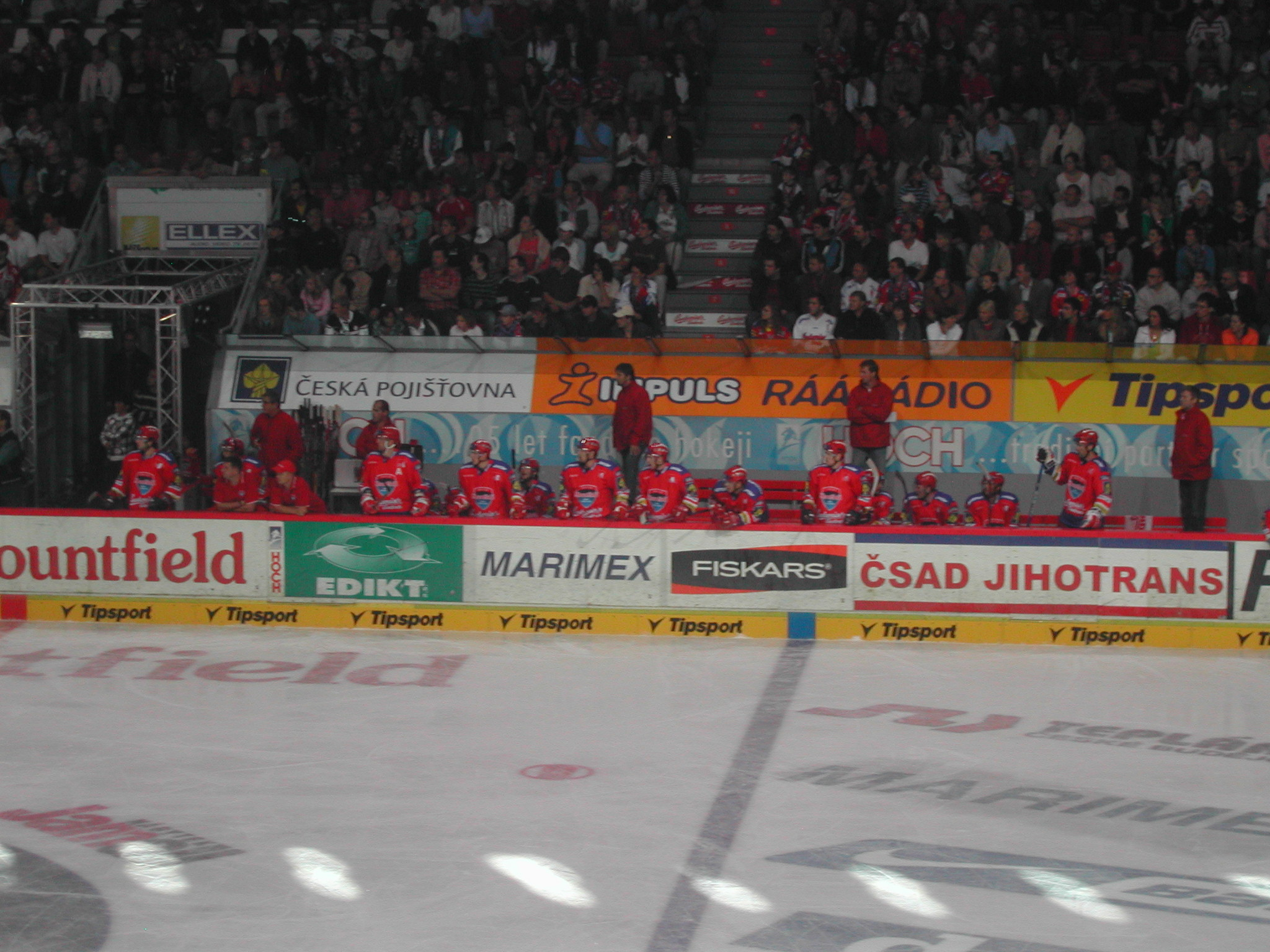
Banc de l'équipe lors du second match de la saison 2007-08 contre Plzeň
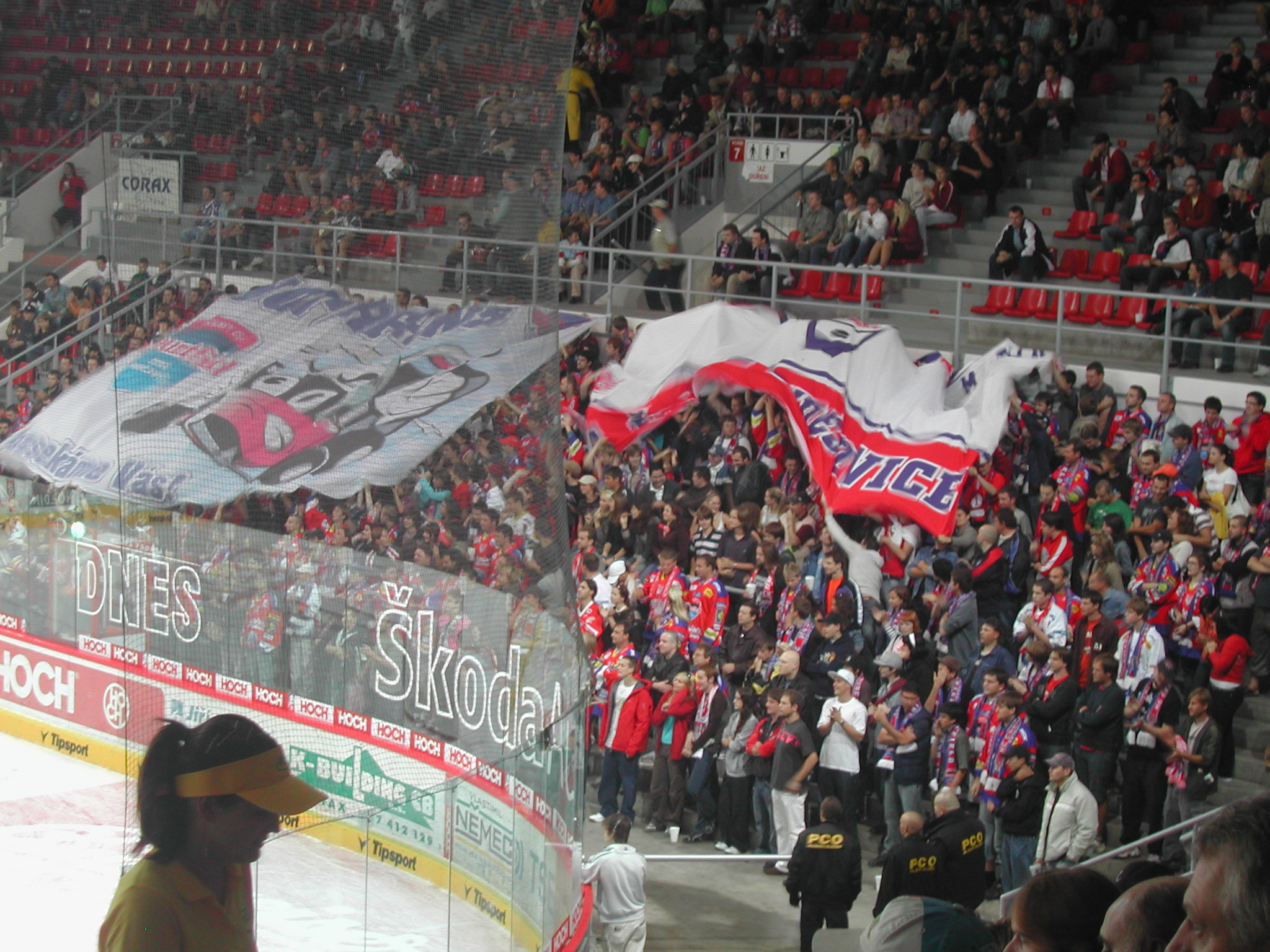
Supporters